# Superfly (canción)
«Superfly» es una canción interpretada por el músico estadounidense Curtis Mayfield. Fue publicada en octubre de 1972 como el segundo sencillo de la banda sonora de la película de 1972 del mismo nombre.

## Posicionamiento

### Gráfica semanal
| Gráfica (1972–73)                                | Pico de posición |
| ------------------------------------------------ | ---------------- |
| Estados Unidos (Billboard Hot 100)               | 8                |
| Estados Unidos (Billboard Hot R&B/Hip-Hop Songs) | 5                |
| Estados Unidos (Cashbox Top 100)                 | 6                |

### Gráfica de fin de año
| Gráfica (1973)                                   | Pico de posición |
| ------------------------------------------------ | ---------------- |
| Estados Unidos (Billboard Hot 100)               | 65               |
| Estados Unidos (Billboard Hot R&B/Hip-Hop Songs) | 58               |
| Estados Unidos (Cashbox Top 100)                 | 70               |

## Certificaciones y ventas
| País                  | Certificación | Ventas  |
| --------------------- | ------------- | ------- |
| Estados Unidos (RIAA) | Oro           | 500,000 |